# Mümmelmannsberg (stacja metra w Hamburgu)
Mümmelmannsberg – stacja metra hamburskiego na linii U2. Stacja została otwarta 29 września 1990. 

## Położenie
Stacja Mümmelmannsberg położona jest w tunelu pod Kandinskyallee w dzielnicy Billstedt na osiedlu Mümmelmannsberg. Jest ostatnią stacją linii U2.